# Memorial Hall
Memorial Hall es un edificio estilo Beaux-Arts en el Centennial District de West Fairmount Park, Filadelfia, Pensilvania. Construida como galería de arte para la Exposición del Centenario de 1876, es la única estructura importante de esa exposición que sobrevive. Posteriormente albergó el Museo de Arte Industrial de Pensilvania (actual Museo de Arte de Filadelfia). Desde el 18 de octubre de 2008, el Salón ha servido como sede del Museo Please Touch. Fue designado Monumento Histórico Nacional en 1976.
El edificio está ubicado al oeste del río Schuylkill, en la esquina de East Memorial Hall Drive y Avenue of the Republic.

## Historia
Memorial Hall fue diseñado por Herman J. Schwarzman y es un ejemplo temprano de la arquitectura monumental Beaux-Arts en los Estados Unidos. Schwarzman, el ingeniero jefe de la Comisión del Parque Fairmount, también diseñó el Salón de Horticultura temporal para la Exposición. La construcción del edificio costó 1,5 millones de dólares y se hizo sin madera, lo que lo hacía ignífugo, lo que era innovador para la época. El exterior está acabado con granito y el interior está decorado con mármol y yeso ornamental. El edificio mide 365 pies (111,3 m) por 210 pies (64,0 m) con sótano y planta baja, y 150 pies (45,7 m) de altura en la parte superior de la característica más distintiva del edificio, una cúpula de hierro y vidrio. Sobre la cúpula esta la estatua de 23 pies (7 m) de alto de Columbia (símbolo poético de los Estados Unidos) sosteniendo una rama de laurel. En las esquinas de la cúpula se levantan cuatro estatuas que simbolizan la industria, el comercio, la agricultura y la minería. Memorial Hall fue la inspiración para el edificio del Reichstag en Berlín.

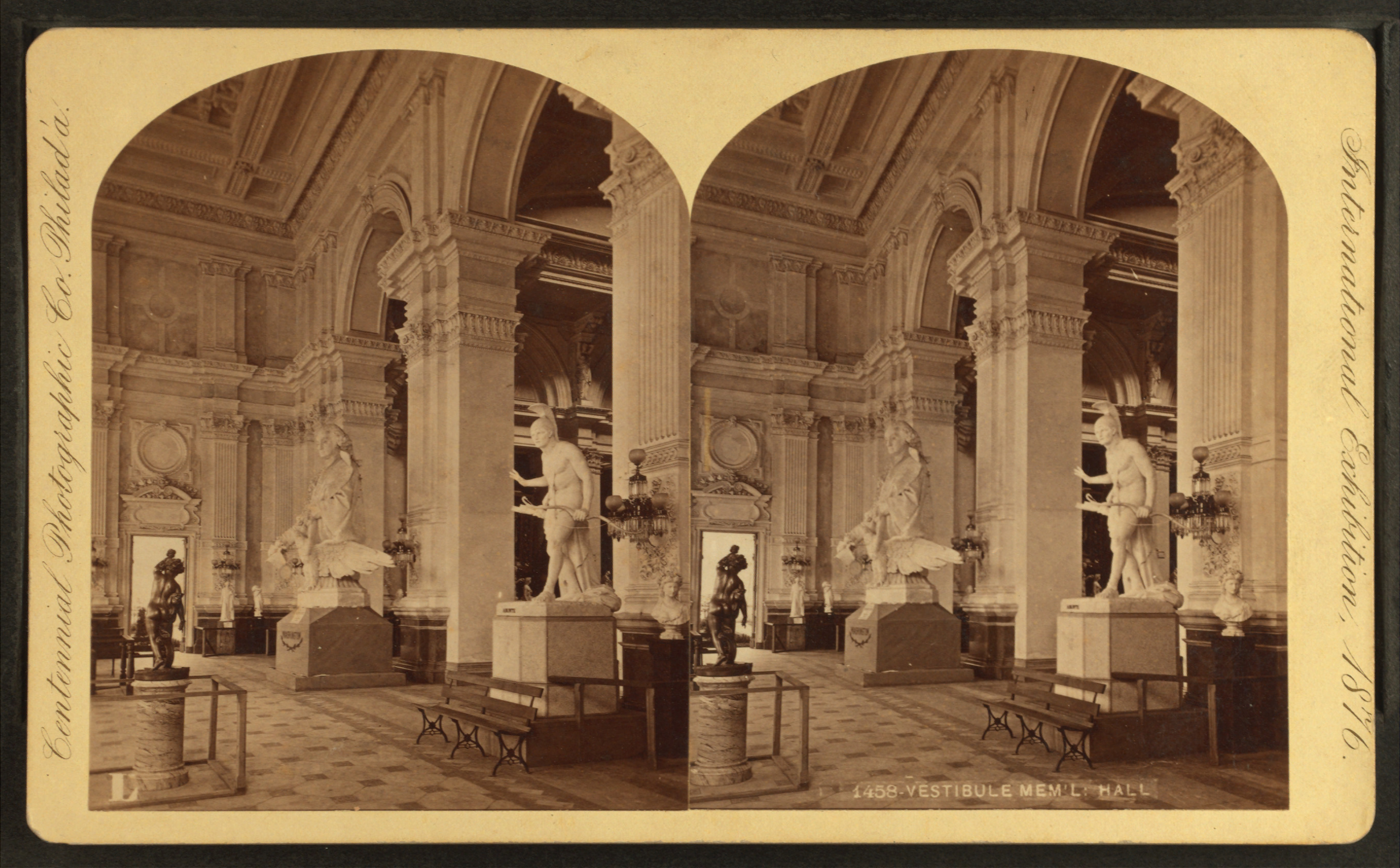
Vestíbulo, durante la Exposición del Centenario de 1876.

### Exposición del Centenario
La construcción de la sala comenzó el 6 de julio de 1874 y se completó para las ceremonias de apertura el 10 de mayo de 1876. El presidente Ulysses S. Grant inauguró el edificio con una ceremonia de inauguración. El Presidente estuvo acompañado por ambas Cámaras del Congreso, la Corte Suprema y el Emperador Pedro II de Brasil para dar inicio al evento. Casi 10 millones de visitantes caminaron por el Memorial Hall durante la exposición que duró de mayo a noviembre. Memorial Hall fue diseñado para albergar las exhibiciones de arte de la Exposición del Centenario. La exposición recibió tantas contribuciones artísticas que se construyó un anexo separado para albergarlas a todas. Otro edificio fue construido para la exhibición de fotografía. La sala fue uno de los más de doscientos edificios construidos en la propiedad de Fairmount Park para exhibir exhibiciones.

### Después de la Exposición
Memorial Hall reabrió sus puertas en 1877 como parte del museo del Museo y Escuela de Arte Industrial de Pensilvania. El edificio cerró en 1928 cuando se inauguró el Museo de Arte de Filadelfia en Benjamin Franklin Parkway. La Comisión del Parque Fairmount se hizo cargo del edificio en 1958 donde hizo sus oficinas. La sala se utilizó como comisaría durante un período de tiempo y también ha albergado un gimnasio y una piscina en sus alas.
El edificio se agregó al Registro Nacional de Lugares Históricos el 8 de diciembre de 1976.
El edificio se había deteriorado en 2000 y se usaba principalmente para almacenar obras de arte. La Comisión de Fairmount Park buscó un nuevo inquilino para ayudar a restaurar el edificio a su antigua gloria. El Museo Please Touch firmó un contrato de arrendamiento de ochenta años para el edificio en 2005 y comenzó renovaciones extensas.

## Eventos y uso

### Grabaciones de la Orquesta de Filadelfia
En las décadas de 1980 y 1990, la Orquesta de Filadelfia realizó una serie de grabaciones en una cancha de baloncesto en el Memorial Hall bajo la batuta de Riccardo Muti y Wolfgang Sawallisch. Se utilizó el Memorial Hall porque la Academia de Música, el hogar de la orquesta en ese momento, no se consideró lo suficientemente resonante.

### Museo Please Touch
En 2005, el Museo Please Touch comenzó una renovación de $85 millones para convertirlo en su nuevo hogar. El museo abrió sus puertas al público el 18 de octubre de 2008. El jardín este del Memorial Hall sirve como campo local para el Athletic Base Ball Club de Filadelfia, un antiguo equipo de béisbol que juega según las reglas de 1864.